# Quechualia trixioides
Quechualia trixioides là một loài thực vật có hoa trong họ Cúc. Loài này được (Rusby) H.Rob. miêu tả khoa học đầu tiên năm 1993.